# A.O.A
Pour les articles homonymes, voir AOA.
A.O.A est un album du groupe de black métal finlandais Arthemesia sorti en 2009.

## Titres
| No | Titre                                                                          | Durée |
| -- | ------------------------------------------------------------------------------ | ----- |
| 1. | Of the Owls, of the Wolves and of the Nature: Revisiting the Microcosm (Pt. I) |       |
| 2. | Valkoinen Susi                                                                 |       |
| 3. | Patheme                                                                        |       |
| 4. | a.O.a.                                                                         |       |
| 5. | The Noble Elements                                                             |       |
| 6. | Liber Omega (& the Macrocosm Manifest III)                                     |       |